# ЛГБТ-організації в Україні
Віднесення організації до ЛГБТ-об'єднань, згідно з точкою зору Постійної референтної групи з питань ЛГБТ-спільноти та ЧСЧ-сервісних проектів в Україні, має відповідати кожному з наступних чотирьох критеріїв:
1. позиціонування себе як ЛГБТ-організації;
2. об'єднання представників однієї або кількох наступних соціальних груп: лесбійки, геї, бісексуали, трансґендери;
3. присутність на керівних посадах або в складі центрального постійно діючого керівного органу представників ЛГБТ-спільноти;
4. діяльність в інтересах ЛГБТ-спільноти.

Станом на серпень 2014 року в Україні діють 44 офіційно легалізовані органами юстиції громадські та благодійні ЛГБТ-організації, а також 1 легалізоване об'єднання організацій.

## РЕЄСТР ЛГБТ-організацій України
Союзи організацій
1. Всеукраїнський союз «Рада ЛГБТ-організацій України»

Союз займається координацією ЛГБТ-руху в рамках об'єднаних Радою організацій, а також адвокацією прав та інтересів ЛГБТ-спільноти на національному рівні.
Організації
| №  | Назва                                                                               | Місцезнаходження                 | Статутна територія діяльності                  | Інтернет-ресурс                                                                      |
| -- | ----------------------------------------------------------------------------------- | -------------------------------- | ---------------------------------------------- | ------------------------------------------------------------------------------------ |
| 1  | Донецька обласна громадська організація «Агора»                                     | м. Маріуполь (Донецька обл.)     | Донецька обл.                                  | https://web.archive.org/web/20141218161906/http://agora0629.org.ua/                  |
| 2  | Громадська організація «Без бар'єрів»                                               | м. Полтава                       | Полтавська обл.                                | –                                                                                    |
| 3  | Громадська організація "Союз лесбійок, геїв, бісексуалів та трансгендерів «Вавілон» | м. Одеса                         | Одеська обл.                                   | –                                                                                    |
| 4  | Благодійна організація "Благодійний фонд «Валеандр»                                 | м. Вінниця                       | Вінницька обл., Хмельницька обл.               | http://valeandr.org.ua/%5Bнедоступне+посилання+з+липня+2019%5D                       |
| 5  | Громадська організація «Гей-альянс»                                                 | м. Київ                          | м. Київ                                        | http://ga.net.ua [Архівовано 22 серпня 2010 у Wayback Machine.]                      |
| 6  | Громадська організація «Ґей-альянс Черкаси»                                         | м. Черкаси                       | м. Черкаси                                     | –                                                                                    |
| 7  | Всеукраїнська громадська організація «Гей–альянс Україна»                           | м. Київ                          | Україна                                        | http://www.upogau.org [Архівовано 25 серпня 2013 у Wayback Machine.]                 |
| 8  | Всеукраїнська громадська організація «Гей-Форум України»                            | м. Київ                          | Україна                                        | https://www.webcitation.org/67jbbQ1bl?url=http://www.gay-forum.org.ua/               |
| 9  | Благодійна організація «Кримський республіканський фонд „Геліос“»                   | м. Сімферополь                   | АР Крим, м. Севастополь                        | –                                                                                    |
| 10 | Запорізький обласний благодійний фонд «Гендер Зед»                                  | м. Запоріжжя                     | Запорозька обл.                                | http://genderz.org.ua [Архівовано 6 квітня 2022 у Wayback Machine.]                  |
| 11 | Громадська організація «Одеський молодіжний громадський рух „Глобал“»               | м. Одеса                         | Одеська обл.                                   | –                                                                                    |
| 12 | Громадська організація «Демократичне суспільство»                                   | м. Київ                          | м. Київ                                        | –                                                                                    |
| 13 | Громадська організація «Джерела права»                                              | м. Одеса                         | Одеська обл.                                   | –                                                                                    |
| 14 | Громадська організація «Міжрегіональний центр ЛГБТ-досліджень Донбас-СоцПроект»     | м. Маріуполь (Донецька обл.)     | Донецька обл., Луганська обл., м. Київ         | http://donbas-socproject.blogspot.com/ [Архівовано 5 червня 2013 у Wayback Machine.] |
| 15 | Громадська організація «Інформаційно-освітній центр „Жіноча Мережа“»                | м. Київ                          | м. Київ                                        | -                                                                                    |
| 16 | Громадська Організація «Інформаційно-освітній центр „За рівні права“»               | м. Херсон                        | Херсонська обл.                                | https://web.archive.org/web/20141218191351/http://zrp-kherson.org.ua/                |
| 17 | Громадська організація «Інсайт»                                                     | м. Київ                          | м. Київ                                        | http://www.insight-ukraine.org [Архівовано 1 квітня 2022 у Wayback Machine.]         |
| 18 | Благодійна організація «Благодійний фонд „Київ-Тестостерон“»                        | м. Київ                          | м. Київ                                        | –                                                                                    |
| 19 | Громадська Організація «Інформаційно-освітній центр „Кредо“»                        | м. Кривий Ріг                    | м. Кривий Ріг                                  | –                                                                                    |
| 20 | Громадська організація "Асоціація ЛГБТ «ЛІГА»                                       | м. Миколаїв                      | м. Миколаїв                                    | https://web.archive.org/web/20160527061816/http://www.lgbt.mk.ua/                    |
| 21 | Громадська організація «Ліга-М»                                                     | м. Севастополь                   | м. Севастополь                                 | –                                                                                    |
| 22 | Чернівецька обласна громадська організація «Люди Буковини»                          | м. Чернівці                      | Чернівецька обл.                               | http://queercity.at.ua [Архівовано 26 лютого 2021 у Wayback Machine.]                |
| 23 | Всеукраїнська громадська організація «Мій Вибір»                                    | м. Київ                          | Україна                                        | –                                                                                    |
| 24 | Регіональний інформаційний і правозахисний Центр для геїв та лесбійок «Наш світ»    | м. Луганськ (фактично — м. Київ) | Луганська обл., Донецька обл., м. Київ         | http://www.gay.org.ua [Архівовано 18 серпня 2010 у Wayback Machine.]                 |
| 25 | Дніпропетровська Громадська Організація «Наш Центр»                                 | м. Дніпропетровськ               | Дніпропетровська обл.                          | http://vkontakte.ru/club21614878                                                     |
| 26 | Громадська організація «Нова хвиля для кращого майбутнього»                         | м. Херсон                        | Херсонська обл.                                | http://vkontakte.ru/club16101379                                                     |
| 27 | Громадська організація «Організація трансгендерів „Перехід“»                        | м. Київ                          | м. Київ                                        | https://web.archive.org/web/20090904180403/http://tgender.org/                       |
| 28 | Благодійна організація «Допоможи життю»                                             | м. Київ                          | м. Київ                                        | –                                                                                    |
| 29 | Громадська організація "Міжрегіональна Східноукраїнська Асоціація «Рівнодення»      | м. Макіївка                      | Донецька обл., Луганська обл., Харківська обл. | https://web.archive.org/web/20090616044935/http://www.ravnodenstvie.com.ua/          |
| 30 | Вінницька міська благодійна організація «Радій Життю»                               | м. Вінниця                       | м. Вінниця                                     | –                                                                                    |
| 31 | Громадська організація «Резус» у Донецькій області                                  | м. Вуглегірськ (Донецька обл.)   | Донецька обл.                                  | –                                                                                    |
| 32 | Громадська Організація «Харківське Жіноче Об'єднання „Сфера“»                       | м. Харків                        | Харківська обл.                                | http://sphere.org.ua [Архівовано 31 березня 2022 у Wayback Machine.]                 |
| 33 | Громадська організація «Тема»                                                       | м. Ужгород                       | Закарпатська, Львівська обл., м. Київ          | –                                                                                    |
| 34 | Благодійна організація «Тотал»                                                      | м. Львів                         | Львівська обл.                                 | http://www.boys-lvov.at.ua [Архівовано 29 грудня 2018 у Wayback Machine.]            |
| 35 | Всеукраїнська благодійна організація «Точка опори», вибула. Текст заяви.            | м. Київ                          | Україна                                        | http://t-o.org.ua/                                                                   |
| 36 | Громадська організація «Союз ЛГБТ „Ти не один“»                                     | м. Житомир                       | Житомирська обл.                               | http://tno.at.ua/ [Архівовано 27 серпня 2011 у Wayback Machine.]                     |
| 37 | Громадська організація «ХРОМ»                                                       | м. Дніпропетровськ               | Дніпропетровська обл.                          | https://web.archive.org/web/20141227163349/http://vk.com/lgbt_hrom                   |
| 38 | Всеукраїнська Благодійна Організація «Час Життя Плюс»                               | м. Київ                          | Україна                                        | http://www.hivtri.org.ua/ [Архівовано 1 вересня 2011 у Wayback Machine.]             |
| 39 | Громадська організація "АЛЬЯНС.ГЛОБАЛ"                                              | м. Київ                          | Україна                                        | ga.net.ua                                                                            |

У деяких організацій є своя специфіка. Наприклад, «Донбас-СоцПроект» позиціонує себе як дослідницька організація. «Жіноча Мережа» позиціонує себе як феміністично-лесбійська організація, «Інсайт» має важливий напрямок роботи для транссексуальних та трансґендерних людей.